# Робоча (зупинний пункт)
Робоча — пасажирський зупинний пункт Жмеринської дирекції Південно-Західної залізниці на лінії Варшиця — Старокостянтинів I між блокпостом Варшиця та станцією Калинівка II.
Розташований на території міста Калинівка практично в центрі, неподалік від ринку, автовокзалу та технікуму.

## Пасажирське сполучення
Каса відсутня (натомість вона є на станції Калинівка I).
Зупиняються: 
- двічі на день регіональний поїзд Хмельницький — Вінниця (квитки можна придбати через інтернет або в поїзді);
- через день пасажирський поїзд далекого сполучення Хмельницький — Київ.

## Галерея

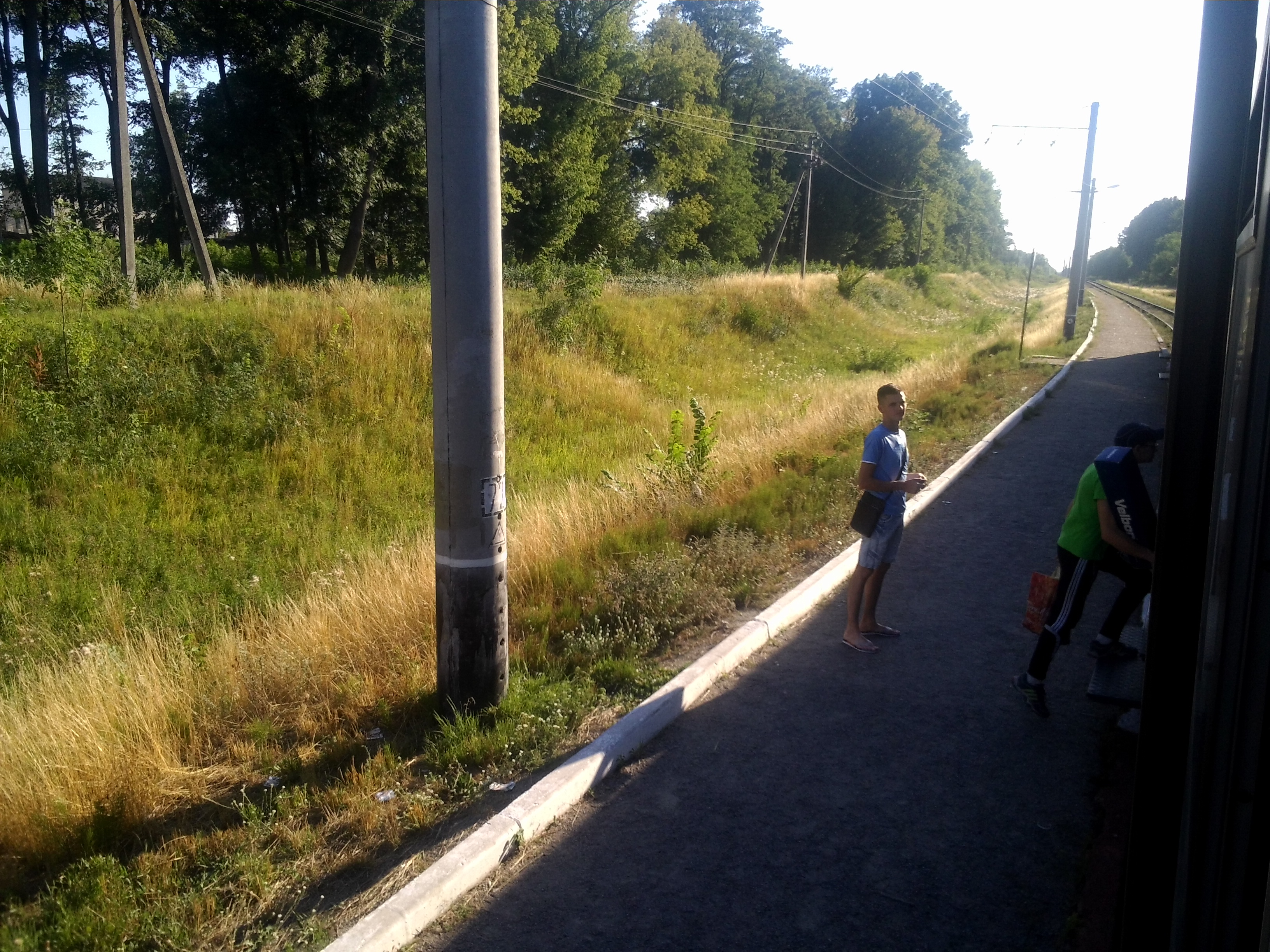
Зупинний пункт Робоча